# Бриндед, Колин
Ко́лин Бри́ндед (англ. Colin Brinded, 1946 — 2005) — профессиональный снукерный рефери.

## Карьера
Колин стал профессиональным рефери в 1976 году. За свою карьеру он был судьёй на нескольких известных матчах: в частности, финале чемпионата мира 1999 года между Стивеном Хендри и Марком Уильямсом и четвертьфинале того же турнира 2005 года между Ронни О'Салливаном и Питером Эбдоном (матч, скандально известный стилем игры Эбдона).
Колин Бриндед умер в 2005 году, в возрасте 59 лет после длительной борьбы с раком.